# چارراه
چارراه یک روستا در ایران است که در بخش مرکزی شهرستان سیرجان در استان کرمان واقع شده‌است. چارراه ۳۹ نفر جمعیت دارد.